# Serpil Midyatli
Serpil Midyatli Alkan (née le 8 août 1975 à Kiel) est une femme politique germano-turque. Elle est députée du parlement régional du Schleswig-Holstein depuis 2009 et y a été présidente de ce groupe parlementaire et chef de l'opposition de juin 2021, à 2022.

## Carrière politique
Adhérente du SPD depuis 2000,, elle s'engage en 2017 au sein de la direction du parti, au niveau fédéral. Elle est présidente du SPD du Land de Schleswig-Holstein depuis mars 2019 et vice-présidente de son parti depuis décembre 2019.
Lors des élections de mai 2022, elle subit une défaite contre la candidate du CDU Seyran Papo (de), dans un canton longtemps connu comme un « bastion de son parti »,,. La liste de son parti n'arrive qu'en 3e position, après les Verts, avec 16% des suffrages . Malgré cette défaite, elle est réélue pour deux ans comme représentante du SPD pour le Schleswig-Holstein.

## Prises de position
Serpil Midyatli est connue pour ses prises de positions en faveur des familles. Elle milite pour des garderies gratuites et davantage de mode de garde durant la journée à l'école primaire. En 2020, elle a initié une réflexion sur la réduction du temps de travail. Selon elle, une semaine de 30 heures permettrait de concilier plus facilement la parentalité et un emploi rémunéré.
Durant la campagne électorale, en 2021, elle s'engage à faciliter l'accession à la propriété. Si le maintien de loyers abordables est l'un des thèmes de campagne récurrent du SPD, elle souhaite aussi ouvrir la possibilité d'acheter un logement à tout un chacun. Cette acquisition serait un symbole de promotion sociale. Serpil Midyatli prône notamment une forme de location-vente.

## Vie privée
Serpil Aklan est la fille d'un restaurateur turc, elle a travaillé comme gérante du restaurant familial de 1994 à 2003. Elle est musulmane .